# Segundo Consistório Ordinário Público de 1833

## Cardeais Eleitores
| Nº                 | País               | Nome                             | Idade              | Cargo                | Título ou Diaconia                                 |
| Cardeais eleitores | Cardeais eleitores | Cardeais eleitores               | Cardeais eleitores | Cardeais eleitores   | Cardeais eleitores                                 |
| ------------------ | ------------------ | -------------------------------- | ------------------ | -------------------- | -------------------------------------------------- |
| 1                  | Itália             | Jacobo Monico                    | 57                 | Patriarca de Veneza  | Cardeal-presbítero de Santos Nereu e Aquileu       |
| 2                  | Itália             | Filippo Giudice Caracciolo, C.O. | 48                 | Arcebispo de Nápoles | Cardeal-presbítero de Santa Inês Fora das Muralhas |